# Urgestein
Der Begriff Urgestein (auch Urgebirge) ist ein überholter Begriff der Geologie. Er entstammt ihrer exzeptionalistischen Phase und wurde insbesondere im 18. und 19. Jahrhundert verwendet. Aufgrund der weiten Verbreitung metamorpher Gesteine nahm man zu dieser Zeit an, solche Gesteine seien durch einen Vorgang zu Beginn der Entstehung der Erde entstanden, der heutzutage nicht mehr zu beobachten wäre. Erst mit der Entdeckung, dass auch jüngere Gesteine von Metamorphose betroffen sein können, wurde diese Vorstellung aufgegeben. In einem etwas abgewandelten Sinne spricht man heute von Grundgebirge.
Abraham Gottlob Werner (1750–1817) unterschied dabei als Erster Urgebirge (hier auch uranfängliches Gebirge) von anderen, jüngeren Gesteinsbildungen wie dem Übergangsgebirge oder dem Flözgebirge und unabhängig von ihrer Entstehungsweise. All diese Begriffe werden heute nicht mehr verwendet.

## Geschichte
Das Konzept des Urgesteins entstand im Laufe der jüngeren Neuzeit, in der man einen ersten Überblick über den inneren Aufbau der Erde gewann.
So schrieb etwa Robert Bakewell (1768–1843) in seinem angesehenen Standardwerk Introduction to Geology 1813:

“If any rocks can with propriety be denominated primary or primitive, they are those which are most widely spread over the globe in the lowest relative situation, and which contain no remains of organic existence. Primary rocks are supposed by geologists to constitute the foundation on which rocks of all the other classes are laid; and, if we take an enlarged view of the structure of the globe, we may admit this to be the fact, […]. The structure of primary rocks is crystalline; they form the central parts of the most elevated mountain chains, and they occur also at the lowest depths that have yet been explored, and are hence believed to be the most ancient of rock formations.”

Nach Bakewell ist die erste grundlegende Klasse von Gesteinen die der Primary rocks – ein Ausdruck, der in der deutschen Ausgabe der 2. Auflage des Werks mit ‚Urgestein‘ wiedergeben ist.  Granite, Gneise und Glimmer (Mica slate) sind in seinem Sinne
Principal Rocks denominated Primary, also als Urgestein bezeichnete Gesteine. Von diesen unterscheidet er Subordinate Rocks which occur among Primary – die inmitten des Urgesteins vorkommenden, nachgeordneten Gesteine –, nämlich Hornblendengesteine, Serpentine, Kalk- und Quarzgesteine.
Dass nicht alle Vorkommen der Gesteinsklasse „primär“ gebildet sind, sondern auch durch jüngere Gesteinsmetamorphosen entstanden sein können, also kein direkter Zusammenhang zwischen Art und Alter des Gesteins besteht, räumen schon die frühen Geologen ein.

## Heutige Verwendung in der Geologie
Im Laufe des 20. Jahrhunderts findet sich der Ausdruck Urgesteine mehr oder weniger unscharf für:
- Tiefengesteine wie Granite oder massige Metamorphite wie Gneise oder Granulite, aber auch andere in der Geologie unter Kristallin zusammengefasste Formationen
- oder für orogenetisch frühe Gesteine, etwa die Gesteine des Grundgebirges, das sind die tragenden Gesteinskomplexe der oberen Erdkruste – ein Begriff, der heute ebenfalls mit Vorbehalt zu behandeln ist: Beispiele sind die Verwendung für alte Rumpfgebirge wie die Böhmische Masse, für die penninisch-oberostalpine Zentralzone der Alpen, oder alte Schilde wie die Massive des fennoskandischen Baltischen Schilds
- sowie für erdgeschichtlich alte Gesteine, so Urgebirgsmassiv als Wort für Kraton,[4] also sehr alte Festlandskerne von Kontinentalplatten.

Die Verwendung des Begriffs wird in der Fachsprache generell vermieden. In der heutigen Geologie und Petrologie spielt der Ausdruck weder als gesteinstypologischer noch auf Gebirgs- oder Gesteinsbildungsvorgänge bezogener Klassenbegriff eine Rolle, erfreut sich in der Literatur und Presse aber noch durchaus der Beliebtheit, und wird auch gerne verwendet, um bildhaft besonders alte Gesteine – etwa solche des Hadaikums  – oder gar extraterrestrische Gesteine zu beschreiben.

## Metaphorische Verwendung
Die Bezeichnung wird auch im übertragenen Sinn – als Metapher – verwendet: Urgestein kann auf (abstrakte) Dinge, Institutionen oder Personen (hier besonders in Sport und Politik) und anderes mehr bezogen werden und bedeutet dann, dass etwas oder jemand bereits ganz am Anfang eines Vorganges zugegen war und/oder dass sich sehr früh erfolgte Vorgänge darauf gründen. Im Falle von Personen kann es als pathetisch verstanden werden.